# Matilde Malenchini
Matilde Malenchini, née Meoni (née à Livourne le 3 décembre 1779 et morte à Fiesole le 8 septembre 1858) est un portraitiste et peintre de style académique.

## Biographie
En 1796, elle épouse Vincenzo Francesco Malenchini, peintre et musicien. Bien que rapidement séparés, elle conserve son nom pour le reste de sa vie. En 1807, elle s'inscrit à l'Accademia di Belle Arti di Firenze, où elle étudié sous la direction de Pietro Benvenuti. Au cours de ces années , afin de subvenir à ses besoins,  elle copie les œuvres de vieux maîtres italiens et néerlandais  à la galerie des Offices. En 1811, elle reçoit quatre ans de salaire d'Élisa Bonaparte pour étudier à Rome, à la Pontificia Accademia romana delle belle arti di San Luca.

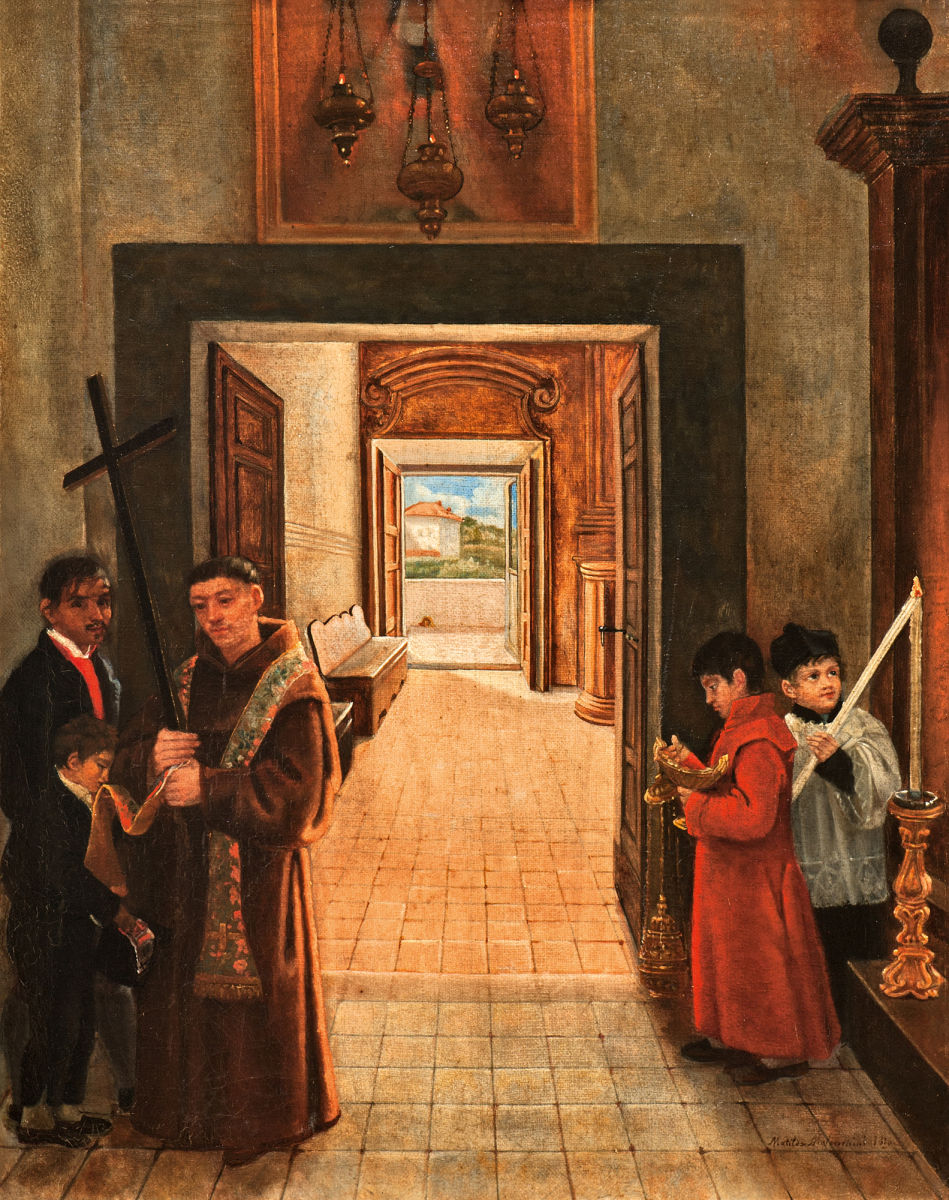
Cloître, par Matilde Malenchini

Elle fait la connaissance du gouverneur français des États pontificaux, le général François de Miollis, qui est aussi un collectionneur d'art. Celui-ci lui achète  dix-huit  œuvres et l' aide à installer un studio dans le couvent de Trinità dei Monti où elle se concentre sur la peinture d'intérieurs d'églises et travaille avec des étudiants boursiers de l'Académie française de la villa Médicis. En 1815, elle est nommée professeur émérite à l'Accademia di San Luca.

### Louis de Potter
Elle fait la connaissance de l'écrivain Belge, Louis de Potter, avec qui elle a une longue relation et tente sans succès d'obtenir l'annulation de son précédent mariage, en faisant appel à la Curie romaine.

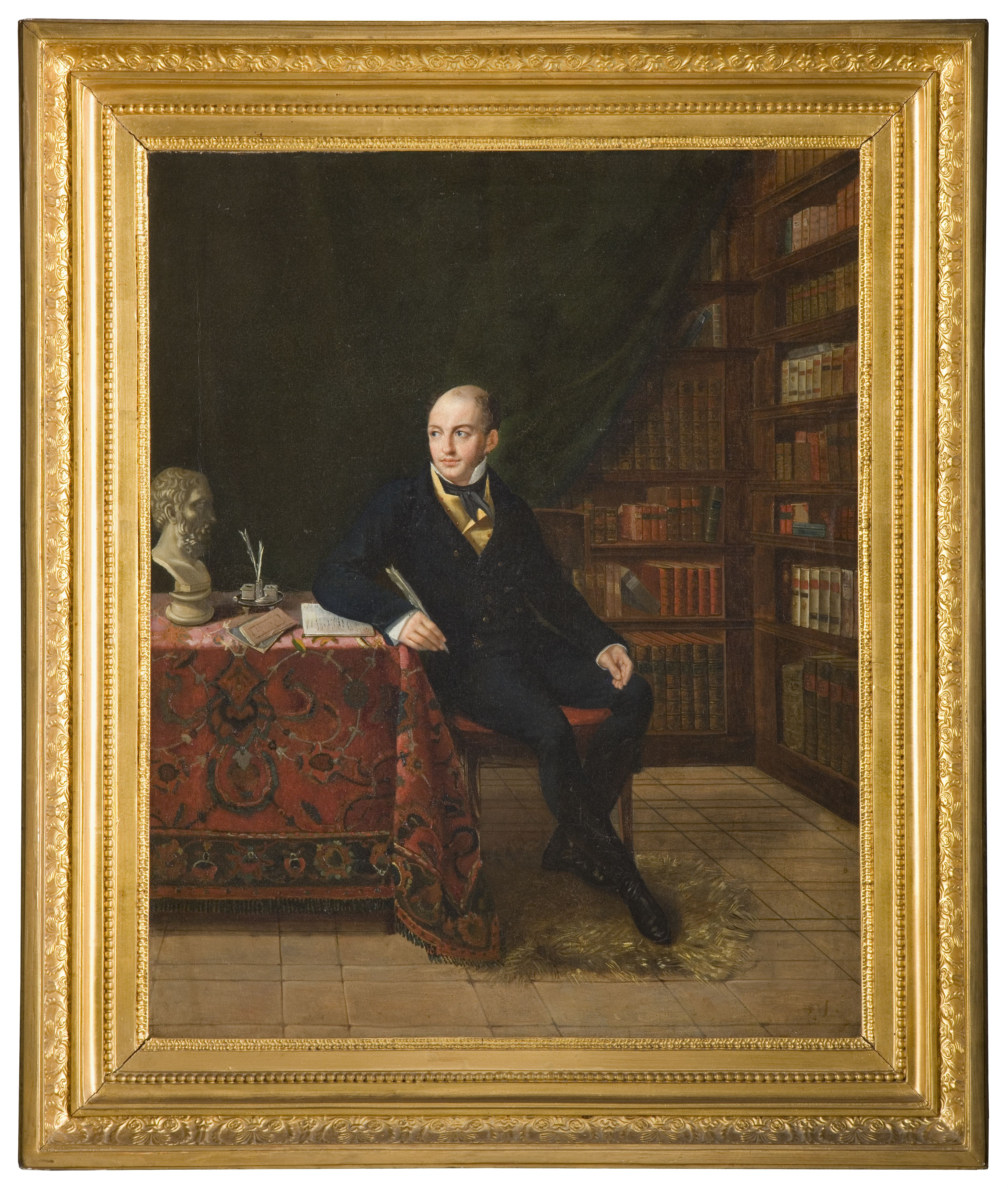
Portrait de Louis de Potter

En 1820, Matilde est forcée de quitter Rome et s'installe à Florence. L'année suivante, elle est nommée professeur honoraire à l'Académie. De Potter retourne à Bruges en 1823 pour s'occuper de son père malade. En 1824, après la mort de son père, De Potter s'installe à Bruxelles et invite Malenchini à le rejoindre. Leur maison  devient un lieu de rencontre pour les expatriés Italiens et les réfugiés politiques. Avec leur ami, Navez, ils  organisent des cours de peinture et militent pour l'indépendance Belge.
Ne s'habituant pas à Bruxelles, Matilde Malenchini retourne à Florence et De Potter, frustré de ne pouvoir se marier, décide de mettre fin à la relation en 1826 tout en lui allouant une pension annuelle de 1 200 Francs.
L'année suivante, il épouse Sophie van Weydeveldt (1808-1896), avec qui il a  quatre enfants. 

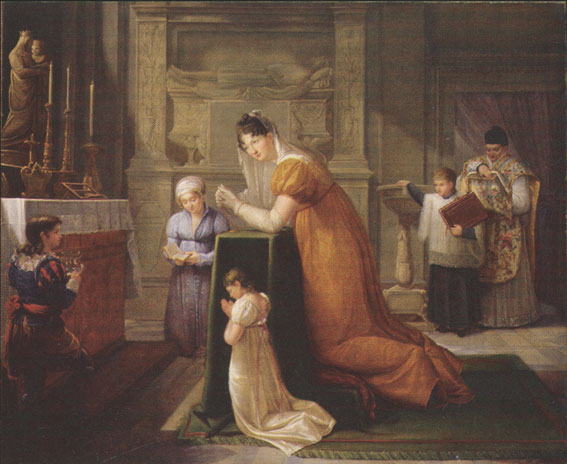
Alexandrine de Bleschamp dans l'église à Canino

### Dernières années
En raison de problèmes politiques, De Potter écope de 18 mois de prison pour un pamphlet dénonçant le roi Guillaume Ier et doit s'exiler en Allemagne. Après la révolution belge, De Potter devient membre du gouvernement provisoire de Belgique.
Matilde Malenchini se tourne vers la peinture de portraits et ne renoue le contact avec Louis de Potter qu'en 1854, à la suite de la mort de son fils Eleuthère, en lui écrivant une affectueuse lettre.
En 1855, à l'âge de soixante-six ans, elle est accusée d'avoir poussé par la fenêtre l'une de ses femmes de chambre surprise à voler. Elle est défendue par l'avocat, Vincenzo Salvagnoli (it), mais est condamnée à trois ans et demi de détention. La décision est annulée peu de temps après, puis rétablie en 1857. L'un de ses derniers tableaux représente l'intérieur de la prison de Florence.